# Paradoxides
Paradoxides is een geslacht van uitgestorven trilobieten en een van de best bekende en grootste daarvan, met een lengte tot zevenendertig centimeter. Ze leefden in het Midden-Cambrium (540 miljoen jaar geleden). Paradoxides is een geslacht van grote tot zeer grote trilobieten die over de hele wereld worden gevonden. Een recordbrekend exemplaar van Paradoxides davidis is zevenendertig centimeter. De naam van het geslacht werd voor het eerst gepubliceerd in 1822 door Alexandre Brongniart. In de protoloog beschreef hij de soorten Paradoxides tessini, P. spinulosus, P. scaraboides, P. gibbosus en P. laciniatus.

## Beschrijving
Paradoxides heeft een halfronde kop, vrije wangen die elk eindigen met een lange, smalle, gebogen rug en sikkelvormige ogen, die een zicht van bijna 360° bieden, maar alleen in het horizontale vlak. De langwerpige romp bestond uit negentien tot eenentwintig segmenten en was versierd met lange, gebogen zijstekels. Het pygidium was relatief klein.
Het exoskelet van Paradoxides is groot tot zeer groot, relatief vlak, ovaal tot omgekeerd eivormig, en ongeveer anderhalf keer langer dan breed, met de grootste breedte over de genale stekels. Het kopschild is bijna halfrond met lange stekels, die zich ontwikkelen vanuit de hoeken van het cephalon. Zoals gebruikelijk bij trilobieten, loopt de dorsale hechting langs de bovenkant van het oog. Zoals bij alle Redlichiina loopt deze hechting vanaf de achterkant van het oog iets naar buiten naar de achterste rand van het cephalon (een hoedanigheid die opisthoparian wordt genoemd) tegenover de basis van de pleurale stekels. Vanaf de voorkant van het oog beschrijft de hechtdraad een lichte S-curve, die de voorste marge voor het oog doorsnijdt. Het centrale verhoogde gedeelte van het cephalon (of glabella) is verdeeld in de achterste occipitale ring, het verst gevolgd door de eerste lob die, net als de occipitale ring, wordt gedefinieerd door een groef over de middellijn en twee lobben met voegen die geen verbinding maken via de middellijn. De frontale kwab is het breedst en heeft de vorm van een segment van een cirkelvormige band. Het bereikt bijna de voorste rand van het cephalon. De ooglid is kort, tegenover de eerste tot de derde glabelaire lobben. Paradoxides heeft een verhemelte (of hypostoom) waarvan de voorkant is uitgelijnd met de voorkant van de glabella en is verbonden met de doublure (een aandoening die wetenschap conterminant noemt). Bij wijze van uitzondering is het hypostoom zelfs versmolten met het voorste deel van de doublure (rostrale plaat genoemd), een kenmerk dat het onderscheidt van alle andere trilobieten, behalve sommige Cambrische Corynexochida zoals Oryctocephalus en Fieldaspis.
Het gearticuleerde middendeel van het exoskelet (of thorax) bestaat uit negentien tot eenentwintig segmenten. De as is ongeveer even breed als elk van de ribben (of pleurae) aan zijn zijkanten, de stekels niet meegerekend bij hun uiteinden, die geleidelijk verder naar achteren buigen, terwijl ze iets in lengte toenemen, terwijl de stekels op het achterste borstsegment veel langer zijn, ongeveer twee keer zo lang als de bijbehorende pleurae, zijn terstond volledig achteruit en strekken zich overtuigend voorbij het pygidium. Het staartschild (of pygidium) is klein en toont de as met een of twee ringen en kan gedeeltelijk of volledig zijn versmolten met het laatste thoracale segment. De as bereikt de achterste rand van het pygidium niet en definieert een U-vormig pleuraal veld.

## Ontwikkelingsfysiologie
De larvenontwikkeling (of ontogenie) van Paradoxides werd al beschreven door Barrande (in 1852). De vroegste fase (of protaspis) is een schijf met drie paar stekels in de marge. Genale stekels worden geplaatst op halve lengte gericht op ongeveer vijfenveertig graden naar buiten en naar achteren, iets verder naar achteren gebogen en bijna een derde van de diameter van de protaspis lang. Scherp gepunte intergenale stekels, ongeveer vijftig procent van de schijfdiameter lang, bevinden zich aan de achterkant van het toekomstige cephalon, zijn recht en wijzen naar achteren en vijftien graden naar buiten. Deze stekels zijn verdwenen bij volwassen exemplaren. De eerste van de toekomstige thoracale stekels worden direct naast de intergenale stekels geplaatst en buigen naar een parallel met de middellijn. De voorkant van de glabella bereikt bijna de voorkant en bestaat uit vier sets lobben gedeeld door een groef op de middellijn in de frontale tweederde en groeven ertussen. De meest achterwaartse set bestaat uit twee centrale en twee laterale lobben. Verder naar achteren is het laatste element van de glabella, een centrale occipitale lob die een kleine knoop draagt, en twee laterale occipitale lobben. De as wordt afgesloten met drie ringen van enigszins afnemende breedte. Middenlengte van de zijkant van de meeste glabellaire lobben lopen als halfronde ooglenzen parallel aan de rand van het exoskelet, eindigend in de buurt van de basis van de intergenale wervelkolom.

## Gedrag
Net als bij veel vroege trilobieten, bestaat de thorax van Paradoxides uit zogenaamde niet-kratige segmenten, waarmee het dier kan rollen, waardoor bescherming wordt geboden aan de voorkant, achterkant, bovenkant en onderkant, terwijl de toegang tot de zachte ventrale zijde van het dier van elke van de zijkanten wordt ontzegt. Er zijn complete exemplaren van paradoxiden gevonden met de vrije wangen (of librigenae) en het versmolten verhemelte (hypostoom) en lip (of rostrale plaat) ondersteboven en van voor naar achter onder de rest van het exoskelet (bestaande uit het zogenaamde cranidium, thorax en pygidium). Dit suggereert dat bij het vervellen het lichaam gebogen was boven het substraat, met de voorste rand aan de voorkant en de pleurale stekels van de achterste thoracale segmenten in het sediment gegraven. Het uitrekken van het lichaam zou dan resulteren in het scheuren van de hechtingen in het cephalon en het wegknippen van de librigenae plus de hypostoom-rostrale plaat. Nadat deze delen waren weggebroken, zou het dier naar voren gaan vanuit zijn oude exoskelet, dat ook zou bestaan uit een chitineus ventraal deel, inclusief dat van de benen. Er zijn exemplaren van paradoxiden gevonden die intacte Peronopsis-trilobieten bevatten tussen glabella en hypostome en waar de darm zou zijn geweest en deze worden verondersteld geen voedselproducten van de grote trilobiet te zijn geweest, maar in plaats daarvan ofwel opgespoord op zijn spijsverteringskanaal of als gevonden onderdak.

## Vindplaatsen
Fossielen van Paradoxides zijn gevonden in Canada (New Brunswick, Newfoundland en Labrador), Colombia (Duda Formation, El Dorado (Meta)), Tsjechië, Denemarken, Frankrijk, Italië, Marokko, Noorwegen, Polen, Rusland , Spanje, Zweden, Turkije, het Verenigd Koninkrijk en de Verenigde Staten (Alaska, Massachusetts, South Carolina).

## Opnieuw toegewezen soorten
Een aantal soorten die eerder waren toegewezen aan het geslacht  Paradoxides zijn sindsdien overgeplaatst naar andere geslachten:
- P. armatus = Metadoxides armatus
- P. boltoni = Arctinurus boltoni
- P. carolinaensis = Pteridinium
- P. expectans = Luhops expectans
- P. harlani = Acadoparadoxides harlani
- P. kjerulfi = Holmia kjerulfi
- P. loveni = Centropleura loveni
- P. nevadensis = Olenoides nevadensis
- P. oelandicus = Acadoparadoxides oelandicus
- P. pusillus = Phanoptes pusillus
- P. rotundatus = Hydrocephalus rotundatus
- P. sacheri = Acadoparadoxides sacheri
- P. torosus = Metadoxides torosus

## Soorten
- P. paradoxissimus (Wahlenberg, 1818) (typesoort) synoniem Entomostracites paradoxissimus
- P. carens (Barrande, 1846)
- P. davidis (Salter, 1863)
- P. gracilis (Boeck, 1827) = Trilobites desideratus, Vinicella desideratus
- P. bidentatus
- P. brachyrhachis Linnarsson, 1883
- P. briareus Geyer, 1993
- P. forchhammeri
- P. grandoculus
- P. haywardi
- P. hicksii Salter, 1865
- P. knizeki (Kordule, 1990)
- P. mandiki (Kordule, 1990)
- P. minor (Boeck, 1827)
- P. oppanol (Šnajdr, 1978)
- P. rohanovicus (Šnajdr, 1986)
- P. rugulosus
- P. sirokyi (Šnajdr, 1986)
- P. walcotti Shaller & Foerste, 1888